# Eine deutsche Revolution
Pour plus de détails, voir Fiche technique et Distribution.
Eine deutsche Revolution est un film allemand réalisé par Helmut Herbst, sorti en 1982.

## Synopsis
La vie du révolutionnaire et dramaturge allemand Georg Büchner.

## Fiche technique
- Titre : Eine deutsche Revolution
- Réalisation : Helmut Herbst
- Scénario : Helmut Herbst d'après le roman Büchner, eine deutsche Revolution de Kasimir Edschmid
- Musique : Ernst Bechert et Theo Janßen
- Photographie : Henning Zick
- Montage : Renate Merck
- Production : Helmut Herbst et Christoph Holch
- Société de production : ZDF et cinegrafik
- Pays :  Allemagne de l'Ouest
- Genre : Biopic
- Durée : 97 minutes
- Dates de sortie : 
  -  Allemagne de l'Ouest : février 1982 (Berlinale)

## Distribution
- Gregor Hansen : Georg Büchner
- Wolfram Weniger : Hofrat Schiffer
- Marquard Bohm : Preuninger
- Franz Wittich : Friedrich Ludwig Weidig
- Bazon Brock : Hofrat von Stein
- Peter O. Chotjewitz : Gravellinus
- Jörg Falkenstein : Zeuner
- Eike Gallwitz : Kuhl
- Brunhild Geipel : Amalie Weidig
- Ernst A. Hartung : Dr. Stegmayer
- Egon Hofmann : Minnigerode
- Emanuel Schmied : Hofrat Georgi
- Heidi Spiesser : Minni
- Siegfried Unruh : Scharmann

## Distinctions
Le film a été présenté en sélection officielle en compétition lors de Berlinale 1982.